# Пюлькы (приток Ратты)
Пюлькы (устар. Пюль-Кы) — река в России, протекает по территории Краснселькупского района Ямало-Ненецкого автономного округа. Устье реки находится в 96 км по правому берегу реки Ратта на высоте 65 метров в урочище Пюлькэныльмачи. Длина реки составляет 92 км.
В верховьях протекает через леса, в среднем течении располагаются болота, в низовьях Пюлькы имеет крутые берега,

## Притоки
- 25 км: Сукылтэчор[6] (правый) с притоками Коршалькикэ и Корылькикэ
- 48 км: Саселькы[6] (левый)
- 51 км: Кырыльсютылькикэ[6] (левый)
- 56 км: Пюльтотнонгы[6] (левый)

## Данные водного реестра
По данным государственного водного реестра России относится к Нижнеобскому бассейновому округу, водохозяйственный участок реки — Таз, речной подбассейн реки — подбассейн отсутствует. Речной бассейн реки — Таз.
Код объекта в государственном водном реестре — 15050000112115300064065.